# Ржаксинський Віктор Альбертович
Віктор Альбертович Ржаксинський (народився 28 жовтня 1967 року) — радянський і український велогонщик. Заслужений майстер спорту СРСР (1991 рік).

## Кар'єра
Спортом почав займатися в Кременчуці, в школі велоспорту в селищі Молодіжному. Його тренерами були Олександр Радченко та Віктор Петрович Дементьєв.
В армії служив у ЦСКА. Завдяки цьому потрапив до збірної.
У 1991 році переміг на знаменитій Велогонці Миру, Гран-прі Сочі і став Чемпіоном світу в індивідуальній шосейній гонці. Після цього перейшов у професіонали. . Виступаючи у 1991-93 роках за іспанські професійні команди — Seur-Otero, Seur і Deportpublic.
Взяв участь в Вуельті Іспанії 1993 року, де зайняв 82-е місце в загальному заліку.
Завершив кар'єру в 26 років.

## Досягнення
1990
2-й на Cinturón a Mallorca
3-й на Tour du Hainaut (колишня назва Туру Валлонії)
1991
 1-й на Чемпіонаті світу — індивідуальна гонка серед любителів
1-й на Велогонці Миру